# Bohumil Šmída
Bohumil Šmída (16. ledna 1914 Nusle – 6. března 1989 Praha) byl český filmový produkční, herec, hudební skladatel a vysokoškolský pedagog.

## Život

### Dětství
Šmída se narodil v Nuslích u Prahy v rodině obchodníka Bohumila Šmídy a jeho manželky Emilie, rozené Neureiterové. Matka pocházela z Pelhřimova, kde její otec prodával během sobotního trhu na tamním náměstí prasata, která v průběhu týdne dovezl z Rakouska, a jeho žena (Bohumilova babička) nabízela mléko a třešně. Bohumilova matka hrála v ochotnickém divadle, avšak nebyla pro divadlo tak zapálená jako její sestra Marie, která ale ve dvaceti letech po operaci v nemocnici v Pelhřimově zemřela. Otec Bohumila pocházel z Týniště nad Orlicí a do učení chodil v Chocni, Vysokém Mýtě a Praze, až si v Nuslích otevřel malý obchůdek s látkami. Podle Bohumila ale jeho otec nebyl dobrým obchodníkem, protože byl laskavý a obtížně zvládal konkurenční boj s ostatními prodejci. Přesto se ale udržel až do roku 1946, kdy odešel do penze. V Nuslích Bohumil spolu se svým o rok a půl starším bratrem Františkem vyrůstal. Oba bratři navštěvovali reálné gymnázium ve Slovenské ulici, které sídlilo na pražských Vinohradech.
Bohumil měl rád sport. Na plácku za nuselskou školou hrál fotbal, v zimě na krčském rybníku hokej a posléze na Pankráci za LTC 27, hrál rovněž tenis za Bohemians ve Vršovicích. I přes svou náklonnost ke sportu trpěl Šmída na slabé průdušky a proto mu rodinný lékař doporučil, že by mu prospěl pobyt u moře. Vyrazil tak po absolvování septimy na začátku léta roku 1931 do Francie na pobřeží Lamanšského průlivu do lázeňského městečka Berck Plage, kde strávil dvouměsíční letní prázdniny. Během pobytu navíc prožil první lásku, když se zamiloval do Simony, sedmnáctileté studentky z Paříže, která zde spolu se svou starší sestrou a matkou trávila prázdniny. Po prázdninách si spolu ještě dopisovali, ale následující rok však Simona podlehla nákaze tyfem.

### První film
Během studia posledního gymnaziálního ročníku se na Šmídu obrátil filmový producent Julius Schmitt, zda by mohl doučovat jeho syna Jana, který byl v sextě. Šmída souhlasil. V té době se navíc začal připravovat film Vladislava Vančury nazvaný Před maturitou. Herce pro role študáků si režisér vybíral přímo v gymnáziu ve Slovenské ulici a jedním z vybraných studentů byl i Šmída, byť se sám domnívá, že to možná zapříčinilo jeho doučování Schmittova syna, neboť Schmitt se na výrobě filmu rovněž podílel. Šmídu, spolu s Rudolfem Deylem a Antonínem Novotným, zkoušeli pro roli hlavního hrdiny. Nakonec se režisér do této úlohy rozhodl pro Novotného a Šmídu obsadil do role studenta třídy. Během natáčení, které se realizovalo o prázdninách 1932 u Máchova jezera, se měl Šmída možnost seznámit se jak s pracovníky, jež se na snímku podíleli, tak rovněž s herci Františkem Smolíkem, Jindřichem Plachtou a především s muzikantem Emilem Františkem Burianem. Šmída sám setkání s Vančurou, Burianem, Smolíkem a Plachtou považoval za výrazně ovlivňující pro svůj další život.

### Studium práv
Na podzim roku 1932 začal Šmída studovat práva, a to na Karlově univerzitě. Krátce poté ho oslovil Julius Schmitt s tím, že začínající režisér Miroslav Cikán hledá herce do připravovaného filmu Záhada modrého pokoje. Režisér se ale nakonec rozhodl pro Miroslava Svobodu, kterého na totožnou úlohu rovněž zkoušel. Poté byl Šmída neúspěšně zkoušen pro roli ve filmu připravovaném Josefem Rovenským. Přesto se v dalších filmech posléze objevil, byť pouze v epizodních rolích. Ve snímku Písničkář opřen spolu s Antonínem Novotným o kasárenskou postel zpívají obrozenecké písně nebo ve filmu Život vojenský, život veselý hraje v kantýně šachy. Další epizodní role dostal také ve filmech Milan Rastislav Štefánik a Port Arthur.

### Vojenská služba
Na univerzitě zdárně složil první státní zkoušky a vzdělával se dále na zkoušku rigorózní. Protože se však studiu nevěnoval příliš poctivě a hrozilo, že by u zkoušky nemusel uspět, rozhodl se (v roce 1936) využít aktuální politické situace v Evropě a místo studií nastoupil základní vojenskou službu. Začátkem října toho roku byl odvelen do Trenčína, kde se rok vzdělával ve škole pro záložní důstojníky. Šmída, aby si trochu ulevil od vojenského drilu, se přihlásil do kádru hokejového klubu HC Trenčín. V rámci vojenské služby byl Šmída poslán na preventivní léčení svých slabých průdušek do Ružomberku. Zde se náhodně krátce setkal i s Andrejem Hlinkou. Po krátkém ružomberském pobytu se opětovně vrátil do Trenčína.
V létě roku 1937 úspěšně složil závěrečné zkoušky a následně byl povýšen na četaře. Ve vojenské službě pak pokračoval u 39. pěšího pluku v Bratislavě, kde navíc začal docházet na tréninky hokejového celku VŠ Bratislava, za který nastupovali tamní vysokoškoláci. Tým aspiroval na postup do první československé ligy, což se mu po vítězství nad HC Prešov povedlo. V první lize hrál Šmídův tým ve skupině B s Českými Budějovicemi, chomutovskými Němci, Pardubicemi, pražskou Spartou a Třebíčí. Sehráli však jen dvě utkání. První domácí zápas s Chomutovem prohráli 2:5, druhé v Českých Budějovicích naopak vyhráli 2:0, když Šmída vstřelil první branku utkání. Bylo to zároveň jeho poslední utkání v ledním hokeji.
Když byla 23. září 1938 ve 22.30 vyhlášena všeobecná mobilizace, měl Šmída službu na velitelství své vojenské jednotky. V závěru září byla podepsána Mnichovská dohoda, představující i úpravu československých hranic. Šmídu vybral důstojník jeho posádky, aby na bratislavském letišti převzal tašku s návrhy úpravy státní hranice s Maďarskem a dopravil dokumenty do Komárna. Cestou jeho vůz ostřelovali těžkým kulometem maďarští vojáci, ale dokumenty zdárně dovezl. Následující den je měl z rozhodnutí velitele komárenské posádky předat na mostě přes Dunaj představiteli Maďarska. Vypravil se proto z československé strany opevněné těžkým kulometem namířeným na druhý břeh po mostě přes řeku vstříc obdobnému opevnění na maďarském břehu Dunaje. Přibližně v polovině mostu se setkal s z protější strany přicházejícím důstojníkem, mlčky si dokumenty předali a oba se vrátili zpět ke svým vojákům.
Sice již měl opustit vojenskou službu, nicméně s ohledem na aktuální politickou situaci se tak nestalo. Od svého nadřízeného dostával další úkoly, obvykle aby doprovázel některého z výše postavených vojáků při jejich cestě. Díky tomu se například při doprovodu Ferdinanda Čatloše měl možnost krátce setkat s Jozefem Tisem. Domů do Prahy se z vojenské služby vrátil ke konci roku 1938.

### Snaha o dostudování práv
Začal se připravovat na zkoušky na vysoké škole, které mu dosud chyběly. Vedle toho sportoval a hrál tenis s Bohumilem Váňou, mistrem světa ve stolním tenise. Během jara roku 1939 upadalo podnikání Šmídova otce, neboť jako maloobchodník nemohl konkurovat velkoobchodům. V polovině března navíc zemi obsadila německá vojska. Bohumil Šmída si s ohledem na finanční situaci rodiny během léta 1939 přivydělával hodinami tenisu dávaným hostům Zámeckého hotelu v Kokoříně. Během podvečerních zábav v hotelu se poznal s vdanou paní Hanou Hendrychovou, dívčím příjmením Špačkovou. Po návratu z prázdnin plánoval dokončit vysokoškolská studia, jenže vlivem protiněmeckých studentských demonstrací 28. října, při nichž byl postřelen student medicíny Jan Opletal, uzavřeli Němci vysoké školy, čímž skončilo Šmídovo studium práv.

### Období druhé světové války a sňatek
Díky známosti s panem Richterem, se kterým se setkal v kokořínském Zámeckého hotelu, získal zaměstnání na administrativní pozici u pobočky americké distribuční společnosti Radiofilm na pozici fakturisty půjčovny. Na začátku roku 1940 došlo v pražských Košířích k vraždě pětatřicetileté ženy, kterou podle novin provedl úchylný vrah. Druhý den ráno zazvonila u Šmídových skupina pěti mužů, část jich měla být z gestapa, prohledali byt, ze kterého sebrali i dopisy od Bohumilovy první lásky Simony z Francie, a odvedli Bohumila k výslechu do služebny v Bartlomějské ulici. Podezřívali ho totiž, že je pachatelem košířské vraždy, neboť mrtvá byla shodou okolností jedna z jeho žaček, jimž dával na Křivoklátě hodiny tenisu. Nakonec se vše vysvětlilo a Šmída z vraždy obviněn nebyl. Vyšetřovatelé posléze objasnili, že pachatelem mordu se stal německý voják.
Protože vyšlo nařízení o zákazu promítání amerických filmů, ukončila distribuční společnost Radiofilm svoji činnost a ke konci srpna 1940 dostal Šmída výpověď. Krátce po propuštění ale dostal nabídku od společnosti Slaviafilm, jež byla sesterskou firmou podniku Elektafilm. Pracoval zde jako pokladník v oddělení připravující filmy pro německé společnosti Tobis či UFA. Němci do Protektorátu přesouvali výrobu filmů, neboť zdejší ateliéry nebyly zničeny nálety jako studia v Berlíně nebo Mnichově. Postupně se Šmída dostal i k asistenci filmařů při natáčení filmů. Pomáhal tak například Vladimíru Slavínskému u snímku Dva týdny štěstí. Mohl tak při hraní pozorovat Jaroslava Marvana nebo Františka Vnoučka a zároveň sledovat práci filmařů. Na začátku roku 1941 se Šmída podílel na natáčení filmu Miroslava Cikána nazvaný Provdám svou ženu, při kterém se poznal s Vlastou Burianem, dále s Milošem Nedbalem, Františkem Filipovským či Věrou Ferbasovou.
V době přechodu z Radiofilmu do Slaviafilmu udržoval Šmída stále vztah s Hanou Hendrychovou, jejíž dosavadní manželství se příliš nepovedlo a uvažovala o rozvodu. Do manželství se narodila dcera Jarmila, která měla v tu dobu jedenáct let. Manželství Hendrychových bylo rozvedeno během dubna 1941, přičemž soud svěřil dceru do péče matky. O ruku svou partnerku požádal Šmída během výletu na Šumavu do Sušice. Svatba se konala 17. prosince 1941 na Staroměstské radnici v Praze. Novomanželé se pak usadili v bytě nevěsty v pražských Střešovicích.
Ve Slaviafilmu se podílel rovněž na snímku Turbina režírovaném Otakarem Vávrou, v němž mohl pozorovat herecké výkony Vlasty Matulové, Marie Glázrové nebo Vítězslava Vejražky a Lídy Baarové. Během první poloviny roku 1942 však došlo k zastavení výroby českých filmů společnostmi Elekta a Slaviafilm a zaměstnanci těchto firem přešli do barrandovských ateliérů, které v tu dobu patřily do skupiny Prag-Film AG. Šmída u nového zaměstnavatele dělal pokladníka a posléze i hospodářského pracovníka jednotlivým výrobním štábům. Participoval tak na natáčení snímku Himmel, wir erben ein Schloss, tedy Zdědili jsme zámek, jenž režíroval Peter Paul Brauer a hrála v něm například Anny Ondráková.
Když 27. května 1942 v dopoledních hodinách provedli parašutisté Jozef Gabčík a Jan Kubiš útok na zastupujícího říšského protektora Reinharda Heydricha, proslýchalo se podle Šmídy, že se podle gestapa ukryli atentátníci ve Střešovicích, kde Šmídovi bydleli, či v blízkém okolí. Gestapo postupně prohledávalo dům od domu, až se dostali i ke Šmídovým. Beze slova prohledali pečlivě jejich byt, ale nic nenašli. Heydrichův zástupce Karl Hermann Frank vyhlásil výjimečný stav a stanné soudy posílaly na smrt české občany. Jedním z prvních byl Vladislav Vančura, se kterým se Šmída osobně znal, a proto ho jeho smrt zasáhla intenzivněji.
Šmída i nadále pracoval ve společnosti Prag-Film AG, kde se podílel na natáčení snímku Die Jungfern von Bischfsberg, tedy Panny z Biskupské hory, poté Der zweite Schuss, neboli Druhý výstřel, v hlavní roli s německou herečkou českého původu Winnie Markus a s Richardem Häusslerem. V druhé polovině roku 1944 připravoval snímek Shiva und die Galgenblume, jenž režíroval Hans Steinhoff, osobní přítel Adolfa Hitlera. Natáčet se začalo na počátku roku 1945, avšak nebyl dokončen.

### Období třetí republiky
Po válce se československá vláda řídila Košickým vládním programem, který popisoval poválečnou obnovu země a její nové uspořádání. Zmiňoval rovněž znárodnění československé kinematografie, jež se realizovalo prostřednictvím jmenovaných zmocněnců. Pro výrobu hraných filmů byl určen Vladimír Kabelík, jenž Šmídu pověřil likvidací německých společností Bavaria, Terra a Wienfilm. Souběžně s tím od konce roku 1945 pracoval Šmída ve filmové výrobně Karla Feixe, kde coby hospodářský vedoucí připravoval snímky Muži bez křídel, Nadlidé či Nezbedný bakalář, pro který na přání jeho režiséra Otakara Vávry obstaral Šmída kostýmy jak ve válkou poničeném Mnichově, tak ve Vídni. Na Feixův nápad se posléze Šmída, aniž by s tím do té doby měl jakékoliv zkušenosti, stal vedoucím produkce pro nový film chystaný režisérem Vladimírem Borským. Snímek se jmenoval Jan Roháč z Dubé a stal se prvním československým barevným filmem.
Poté se již věnoval pouze přípravě filmů a péči o hospodaření přenechal jiným. Druhým chystaným snímkem byla komedie Nikdo nic neví režírovaná Josefem Machem s Jaroslavem Marvanem, Eduardem Linkersem a Františkem Filipovským v hlavních rolích.
Do roku 1947 realizovaly výrobu filmů jednotlivé výrobními týmy, které řídili produkční. Jejich snahou tak bylo točení atraktivních námětů zajišťujících co možná nejnižší náklady a naopak nejvyšší výnosy z produkce v biografech. Byť i přesto vznikly umělecky oceňované snímky, přesto ve druhé polovině roku 1947 ale nastala změna, kdy se do čela jednotlivých výrobních skupin postavili umělečtí vedoucí, kteří preferovali kvalitu námětu i výsledného filmu. Šmída tak ve skupině v čele s Otakarem Vávrou a Karlem Feixem připravoval film Na dobré stopě režírovaný opět Josefem Machem, jenž role ve filmu svěřil začínajícím hercům například Stanislavu Fišerovi, Zdeňku Borovcovi či Olegu Reifovi. Souběžně s tímto filmem navíc Šmída pracoval i na snímku Krakatit připravovaným Otakarem Vávrou, který hlavní úlohu princezny svěřil americké herečce českého původu Florence Marlyové.
V československém filmu navíc došlo k další reorganizaci, když nová výrobní skupina sdružující spisovatele, v jejímž čele umělecky stáli Václav Řezáč a Miloslav Fábera. Jakmile se pro skupinu hledal produkční vedoucí, padl návrh na Šmídu, který se úkolu v listopadu 1947 ujal. Během prvního roku existence skupiny nachystali a natočili její členové filmy Zelená knížka režírovaná Josefem Machem a Daleká cesta od Alfréda Radoka.

### Po únorovém puči
Koncem roku 1948 ale byly výrobní skupiny rozpuštěny. Následně se stal Šmída hospodářským vedoucím výroby, jenž měl mít na starosti výrobu asi sedmi až osmi snímků. Vedle toho se z rozhodnutí svých nadřízených stal vedoucím Divadla Filmového studia. Ansámbl měli tvořit herci, kteří by tak snadno mohli býti uvolňováni na natáčení filmů. Jenže populárním hercům se ze stávajících divadel do nového souboru příliš nechtělo. Přesto se jeho členy stali například Rudolf Hrušínský, Jana Dítětová, Felix le Breux, Stanislav Fišer či Alena Kreuzmannová. Vlivem Šmídova zápřahu v zaměstnání prodělal začátkem jara roku 1949 zápal plic. Jakmile se zotavil, rozhodl se na obě své funkce rezignovat a vrátit se na pozici vedoucího výroby. Od svých nadřízených dostal za úkol připravit film Temno připravovaný Karlem Steklým. Šmída pracoval na snímku přibližně jeden rok, nicméně pak se se Steklým nepohodl a své úkoly předal Zdeňku Ovsovi, jenž film se Steklým dokončil. Šmída ale okamžitě dostal práci novou, a sice snímek Vladimíra Čecha nazvaný Štika v rybníce, při kterém se poznal s Oldřichem Novým.
V roce 1951 měla svatbu Šmídova vyženěná dcera Jarmila, která si za manžela vzala Stanislava Látala, animátora loutkového film, jenž pracoval ve studiu Jiřího Trnky.
Po práci na Čechově filmu přešel Šmída na ředitelství Československého státního filmu, kde se u tehdejšího generálního ředitele Oldřicha Macháčka stal výrobním referentem. Skončil tak s funkcí vedoucího výroby. Navíc na začátku padesátých let 20. století pozvala Filmová a televizní fakulta Akademie múzických umění, aby na katedře produkce přednášel o produkci hraného filmu. Šmída nabídku vyslyšel a stal se tak vysokoškolským pedagogem.
Další změna pracovního působiště nastala v květnu roku 1952, kdy z ředitelství státního filmu odešel do barrandovských filmových ateliérů na pozici zástupce vedoucího výrobního odboru u režiséra Otakara Vávry. Šmída dostal na starost přípravu filmů Jestřáb kontra Hrdlička od Vladimíra Borského, Tajemství krve od Martina Friče, Konec strašidel od Jiřího Slavíčka nebo Měsíc nad řekou režírovaný Václavem Krškou.
Během prvních měsíců roku 1953 se Šmída stal tajemníkem kolektivního vedení, jež stálo v čele barrandovského studia. Spolu s ním tam patřili Otakar Vávra, Jiří Síla, Karel Kohout, František Dvořák a Miloslav Fábera. Protože v polovině roku 1953 měnil své pracovní působiště, opustil i post tajemníka kolektivního vedení na Barrandově. Nově se stal ředitelem Studia populárně vědeckých a naučných filmů (SPVNF).

### Ostatní
Krátce po válce si Šmída pořídil zánovní automobil z brněnské Zbrojovky, zvaný „Zetko“.
Po roce 1945 našel zaměstnání ve filmových ateliérech Barrandov, a to jako vedoucí výroby a posléze několik let i jako ředitel celé společnosti.

## Herec
První epizodní filmové herecké role dostával již za studií, kdy vystupoval jako gymnazista (ve filmu Před maturitou z roku 1932) nebo jako voják (ve snímcích Písničkář z roku 1932, Život vojenský – život veselý z roku 1934 či Port Arthur z roku 1936). Další nabídku ke hraní ve filmu dostal v padesátých letech 20. století od režiséra Zbyňka Brynycha, jenž mu nabídl roli ve své prvotině nazvané Žižkovská romance z roku 1958. Šmída však žádost odmítl. Vyslyšel až nabídku od režiséra Václava Kršky, pod jehož vedením natočil snímek Cesta zpátky (z roku 1958), ve kterém s Marií Rosůlkovou ztvárnil manželský pár Čihákových, kteří vychovávají svého mravně narušeného syna Dana ztvárňovaného Josefem Vinklářem.
V následujících letech dostával od režisérů především epizodní role v asi čtyřiceti filmech. Jeho postavy představovaly především různé šejdíře, drobné kriminálníky či podezřelé, kteří se vehementně vymlouvají a popisují pohnutky svého chování. Příkladem je postava zloděje Josefa Šestáka zvaného Šoufek v detektivce Vladimíra Čecha Kde alibi nestačí (z roku 1961), řidiče nákladního automobilu Emila Holubáře udržujícího milostný poměr s hostinskou z vesnice ve filmu Zdeňka Brynycha Neschovávejte se, když prší (z roku 1962), zajišťovatel pohřbů Felix Pacínek v detektivním filmu Jaroslava Macha Nahá pastýřka (z roku 1966), podvodník Pacínek ze snímku Rakev ve snu viděti… od stejného režiséra (z roku 1968) či kasař Mlíko ve filmu Jiřího Sequense Pěnička a Paraplíčko (z roku 1970) natočeném na motivy povídky Jiřího Marka. Vedle záporných rolí se ve filmu objevil rovněž v úlohách policistů.
Pro film Černý prapor režiséra Vladimíra Čecha, který měl premiéru roku 1958, připravil spolu se Štěpánem Luckým hudbu a vytvořili i nápěv tří písní.
Vyučoval na Filmové a televizní fakultě Akademie múzických umění v Praze, na níž od roku 1955 vedl katedru produkce. Své zážitky shrnul do vzpomínkové publikace nazvané Jeden život s filmem, která mu vyšla v roce 1980.

## Herecká filmografie, výběr

### Film
- 1932 Před maturitou – role: student
- 1958 Hvězda jede na jih – role: muž v aeroliniích
- 1958 Cesta zpátky – role: Danův otec
- 1959 Velká samota – role: Cyril Malec
- 1961 Kde alibi nestačí – role: zloděj Josef Šesták řečený Šoufek
- 1962 Pevnost na Rýně – role: americký generál Tim Attwood
- 1962 Neschovávejte se, když prší – role: řidič Emil Holubář
- 1964 Kdyby tisíc klarinetů – role: ředitel televizní společnosti Telvis
- 1966 Nahá pastýřka – role: obstaravatel pohřbů Felix Pacínek
- 1966 Slečny přijdou později – role: Roháč, kapitán VB
- 1968 Rakev ve snu viděti… – role: vedoucí hotelu Felix Pacínek
- 1969 Den sedmý, osmá noc – role: předseda
- 1970 Pěnička a Paraplíčko – role: kasař Mlíko
- 1970 Na kolejích čeká vrah – role: Václav Jareš, bezpečnostní referent banky
- 1970 Jeden z nich je vrah – role: řidič Jan Krása
- 1972 Slečna Golem – role: dr. Talpe, člen správní rady
- 1972 Smrt si vybírá – role: expert na starožitnosti
- 1972 Zlatá svatba – role: Kaderka, poručík VB
- 1973 Výstřely v Mariánských Lázních – role: Pacák
- 1973 Tajemství zlatého Budhy – role: četník Šulc
- 1973 Dny zrady – role: Georges Mandel, francouzský ministr kolonií
- 1974 Holky z porcelánu – role: muž se psem
- 1974 Případ mrtvého muže – role: Hanzi Carona, asistent Sylvy
- 1975 Motiv pro vraždu (povídkový film, část: Rukojmí) – role: MUDr. Mareš
- 1976 Smrt na černo – role: kasař Hemala zvaný Hečky
- 1977 Sázka na třináctku – role: spisovatel Vítek
- 1979 Čas pracuje pro vraha – role: Moucha, otec Lýdie
- 1980 Dívka s mušlí – role: příslušník VB
- 1989 Cesta na jihozápad – role: muž v hospodě

### Televize
- 1971 Alfons Karásek v lázních – role: příslušník VB
- 1971 Legenda o živých mrtvých (seriál) (3 epizody) – role: plk. Mahler, důstojník ochranné policie
- 1971 Rozsudek (seriál) – role: generál, velitel československé kontrarozvědky
- 1973 Duhový luk (seriál) (6 epizod) – role: dřevorubec
- 1974 30 případů majora Zemana (seriál) (9. díl: Loď do Hamburku – 1952) – role: kormidelník Hais
- 1975 Chalupáři (seriál) (11. díl: Svatba) – role: děkan fakulty
- 1975 My z konce světa (seriál) (10. díl: Lovci)  – role: lovec
- 1975 Pan Tau (seriál) (23.díl: Pan Tau a rosnička) – role: špión Alberto
- 1977 Muž, který nesmí zemřít (seriál) – role: kapitán Jandák
- 1978 Ve znamení Merkura (seriál) (4.díl: Stopa stříbrných draků) – role: Regenhardt
- 1979 Láďo, ty jsi princezna – role: ministr

### Dabing
- 1975 Dotěrný chlap / L'Emmerdeur  – role: řidič kamionu
- 1976 Velké prádlo / La Grande Lessive – role: restauratér
- 1977 Výkupné / Ransom  – role: ředitel letiště Matson
- 1977 Návrat velkého blondýna / Le Retour du grand blond – role: princ
- 1977 Grand Prix / Grand Prix – role: manažer stáje Ferrari

## Produkční a manažerská filmografie
- 1947 Poslední mohykán
- 1948 Na dobré stopě
- 1949 Pytlákova schovanka aneb Šlechetný milionář
- 1962 Bílá oblaka
- 1963 Bez svatozáře
- 1966 Perličky na dně
- 1967 Ostře sledované vlaky
- 1968 Všichni dobří rodáci
- 1970 Partie krásného dragouna
- 1970 Ďábelské líbánky